# Фреэль (коммуна)
Фреэ́ль (фр. Fréhel, брет. Frehel, галло Fèrhaèu) — коммуна во Франции, находится в регионе Бретань. Департамент — Кот-д’Армор. Входит в состав кантона Пленёф-Валь-Андре. Округ коммуны — Динан.
Код INSEE коммуны — 22179.

## География
Коммуна расположена приблизительно в 350 км к западу от Парижа, в 80 км северо-западнее Ренна, в 33 км к северо-востоку от Сен-Бриё.
Коммуна расположена на берегу залива Сен-Мало.

## Население
Население коммуны на 2016 год составляло 1 550 человек.
| 1962 | 1968 | 1975 | 1982 | 1990 | 1999 | 2008 | 2016 |
| ---- | ---- | ---- | ---- | ---- | ---- | ---- | ---- |
| 2204 | 2275 | 2116 | 2134 | 1995 | 2047 | 1551 | 1550 |

## Администрация
| Период | Период | Фамилия       | Партия                         | Примечания |
| ------ | ------ | ------------- | ------------------------------ | ---------- |
| 2001   | 2009   | Анни Урден    | Союз за французскую демократию |            |
| 2010   |        | Мишель Муазан | Республиканцы                  | пенсионер  |

## Экономика
В 2007 году среди 850 человек в трудоспособном возрасте (15—64 лет) 549 были экономически активными, 301 — неактивными (показатель активности — 64,6 %, в 1999 году было 63,4 %). Из 549 активных работали 504 человека (264 мужчины и 240 женщин), безработных было 45 (26 мужчин и 19 женщин). Среди 301 неактивных 51 человек были учениками или студентами, 179 — пенсионерами, 71 были неактивными по другим причинам.

## Достопримечательности
- Часовня Св. Себастьяна (XVI век). Исторический памятник с 1928 года[3]
- Вилла Коллиньон (1925 год). Исторический памятник с 1995 года[4]
- Усадьба Виль-Роже (XVIII век). Исторический памятник с 2007 года[5]
- Средневековое распятие. Исторический памятник с 1925 года[6]

## Города-побратимы
- Мафра (Португалия, с 1990)[7]

## Фотогалерея

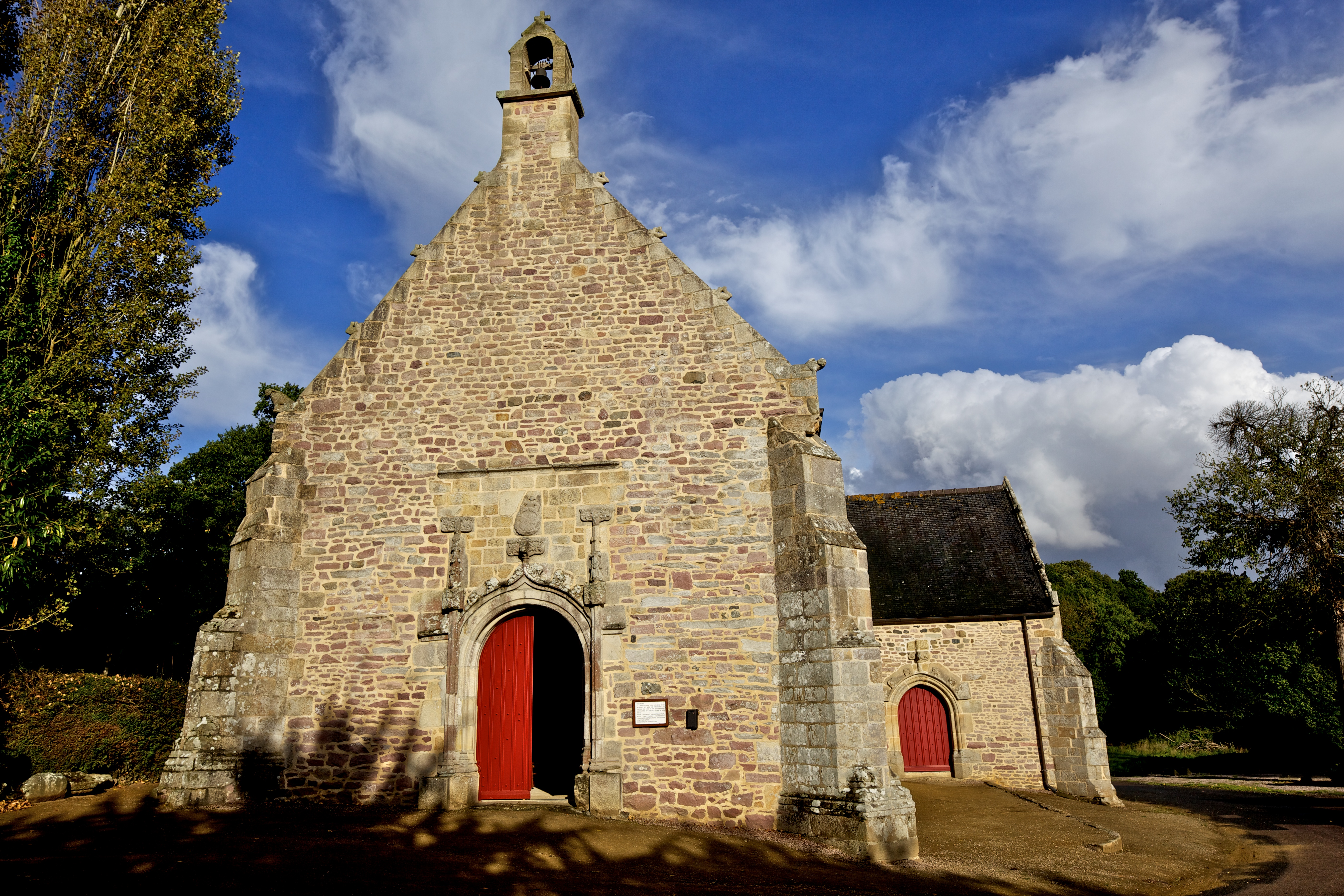
Часовня Св. Себастьяна
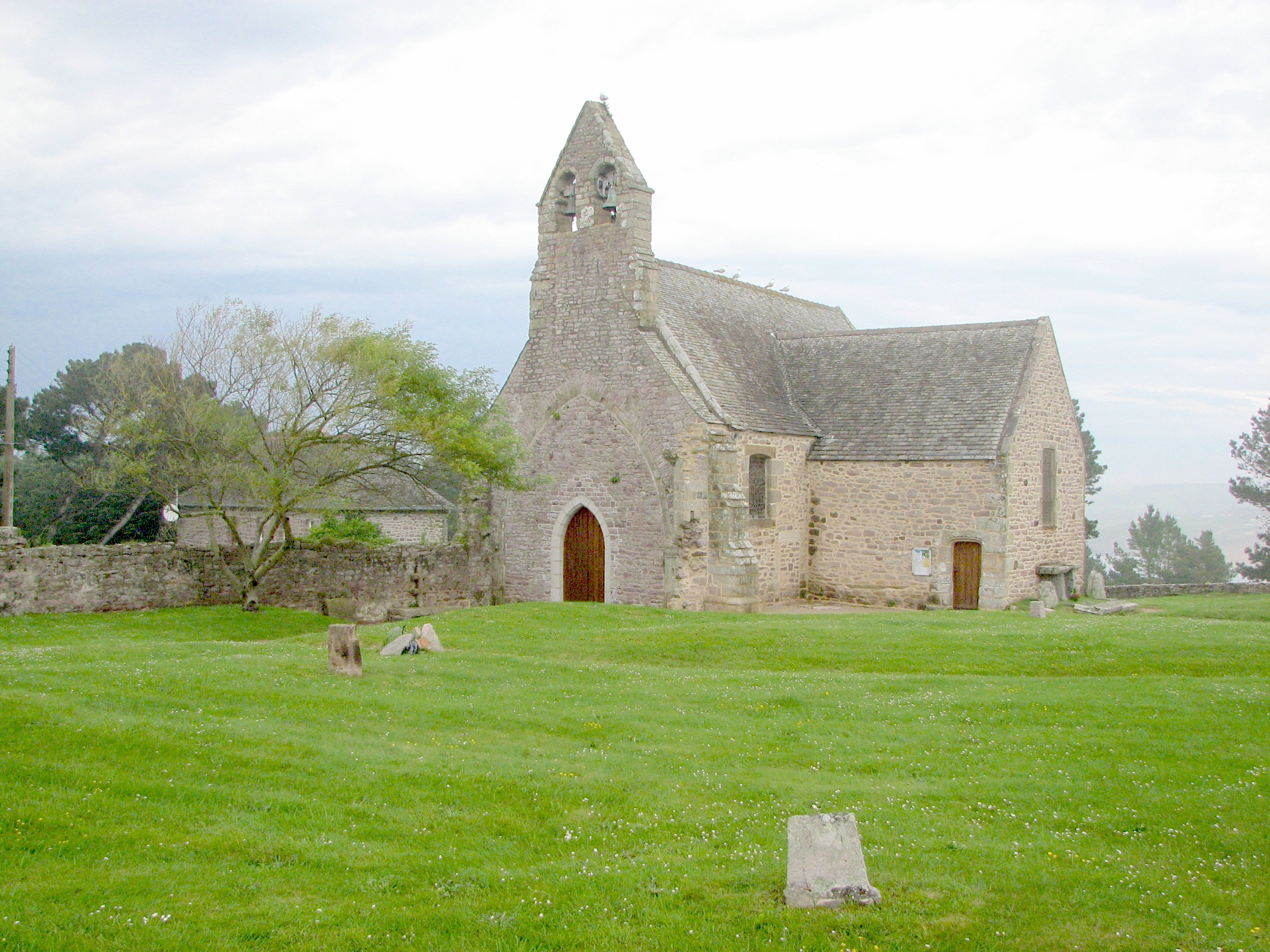
Часовня Св. Илария
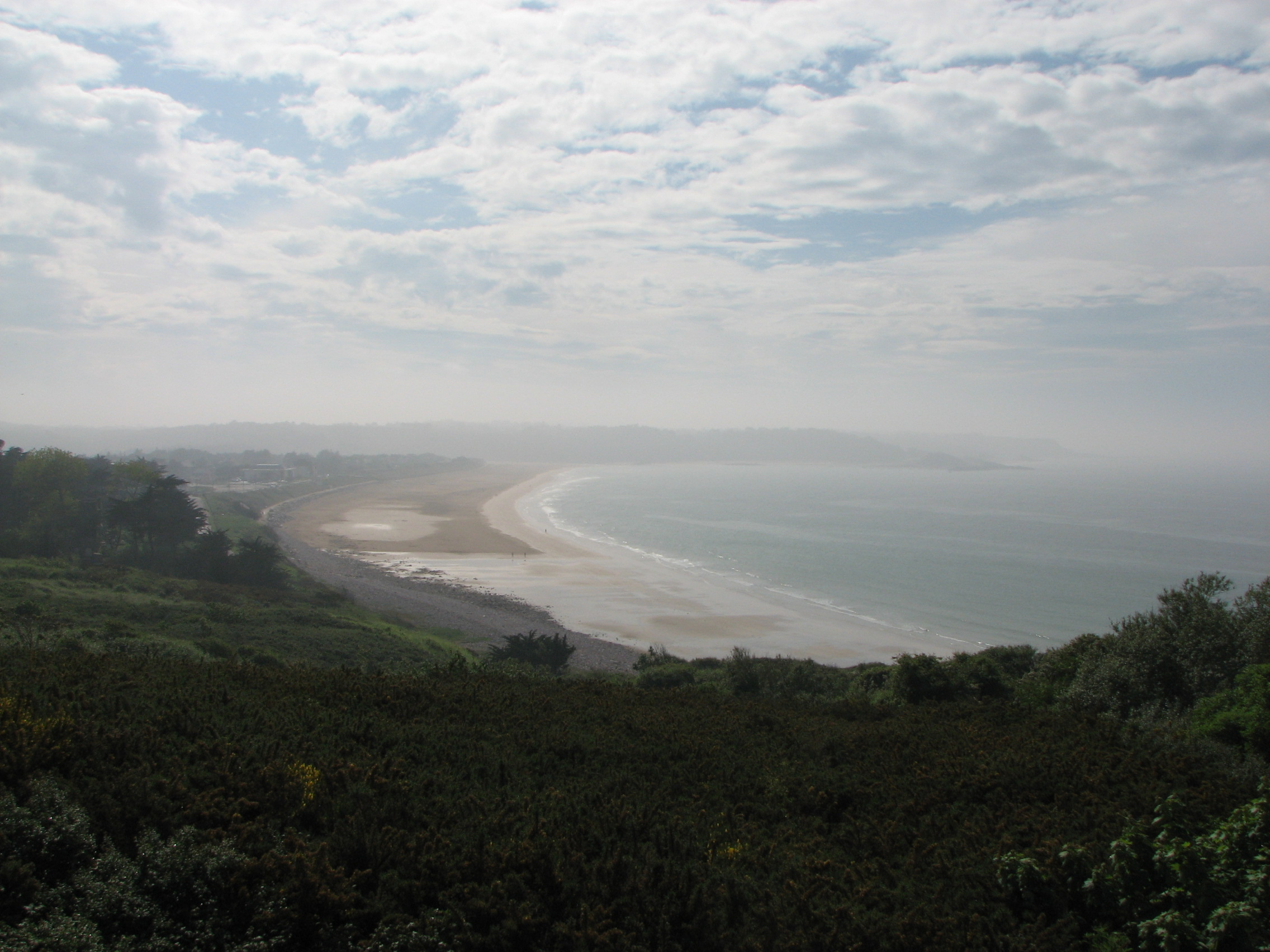
Пляж курорта Сабль-д’Ор